# Jerzy Henryk Lubomirski
Jerzy Henryk Lubomirski, (né le 18 mai 1817, mort le 25 mai 1872 à Cracovie), prince de la famille Lubomirski.
Il est le fils du prince Henryk Ludwik Lubomirski (1777-1850) et de Teresa Czartoryska.

## Mariage et descendance
Il épouse Cecylia Zamoyska. Ils ont pour enfants:
- Andrzej Lubomirski (1862-1953)
- Kazimierz Lubomirski (1869-1930)
- Maria Lubomirska